# Craig Clevenger
Œuvres principales
- Le Contorsionniste

Craig Clevenger, né en 1964 à Dallas, est un écrivain américain.

## Œuvres

### Romans
- Le Contorsionniste, Le nouvel Attila, 2016 ((en) The Contortionist's Handbook, 2002)
- (en) Dermaphoria, 2005